# Croix (Conflans-sur-Lanterne)
La croix de cimetière de Conflans-sur-Lanterne est une croix située à Conflans-sur-Lanterne, en France.

## Localisation
La croix est située sur la commune de Conflans-sur-Lanterne, dans le département français de la Haute-Saône.

## Historique
L'édifice est inscrit au titre des monuments historiques en 1971.